# مرسي حسين
محمد مرسي حسين (8 أبريل 1939 - 28 سبتمبر 1965)، المعروف باسم رضا، لاعب كرة قدم مصري. شارك في بطولة الرجال في الألعاب الأولمبية الصيفية لعام 1960.
توفي في 28 سبتمبر 1965 إثر حادث سيارة.

## روابط خارجية
- مرسي حسين على موقع عالم كرة القدم.نت (الإنجليزية)
- مرسي حسين على موقع أوليمبيديا (الإنجليزية)
- مرسي حسين في موقع كرة القدم العالمية.نت